# Артемус (Кентуккі)
Артемус (англ. Artemus) — переписна місцевість (CDP) в США, в окрузі Нокс штату Кентуккі. Населення — 453 особи (2020).

## Географія
Артемус розташований за координатами 36°50′15″ пн. ш. 83°50′24″ зх. д. / 36.83750° пн. ш. 83.84000° зх. д. (36.837546, -83.839996).  За даними Бюро перепису населення США в 2010 році переписна місцевість мала площу 3,51 км², з яких 3,50 км² — суходіл та 0,01 км² — водойми.

## Демографія
Згідно з переписом 2010 року, у переписній місцевості мешкало 590 осіб у 233 домогосподарствах у складі 163 родин. Густота населення становила 168 осіб/км².  Було 282 помешкання (80/км²).
Расовий склад населення:
| - 96,9 % — білих - 0,8 % — чорних або афроамериканців - 0,2 % — корінних американців - 0,2 % — азіатів - 1,2 % — осіб інших рас |

До двох чи більше рас належало 0,7 %. Частка іспаномовних становила 1,5 % від усіх жителів.
За віковим діапазоном населення розподілялося таким чином: 24,4 % — особи молодші 18 років, 59,2 % — особи у віці 18—64 років, 16,4 % — особи у віці 65 років та старші. Медіана віку мешканця становила 38,8 року. На 100 осіб жіночої статі у переписній місцевості припадало 96,0 чоловіків;  на 100 жінок у віці від 18 років та старших — 90,6 чоловіків також старших 18 років.
Середній дохід на одне домашнє господарство  становив 49 171 долар США (медіана — 52 976), а середній дохід на одну сім'ю — 56 940 доларів (медіана — 55 769). За межею бідності перебувало 5,1 % осіб, у тому числі 0,0 % дітей у віці до 18 років та 4,0 % осіб у віці 65 років та старших.
Цивільне працевлаштоване населення становило 138 осіб. Основні галузі зайнятості: науковці, спеціалісти, менеджери — 31,9 %, освіта, охорона здоров'я та соціальна допомога — 17,4 %, транспорт — 15,2 %.